# 123
123 је била проста година.

## Догађаји
- Цар Хадријан спречава рат са Партијом личним сусретом са Хозројем I од Партије.
- Утврда Хоусестеадс је изграђена на Хадријановом зиду северно од Бардон Мила.
- Изграђена је Хадријанов зид у Тиволију.
- Храм Ал-Лат у Палмири посвећен је негде између ове године и 164. године.